# Hermann Klaue
Hermann Klaue (30 août 1912 à Schöningen - 1er novembre 2001 à Villeneuve en Suisse) était un ingénieur et inventeur allemand.

## Biographie
Klaue habitait jusqu'en 1932 à Schöningen et partit ensuite à Nussdorf am Bodensee. Titulaire d'un doctorat d'ingénieur, il se spécialisa dans la technologie automobile et déposa durant sa carrière près de 800 brevets, en particulier dans le domaine des bicyclettes. 
Pour sa thèse, il développa le frein à disque complet, breveté en 1939. Ce principe fut utilisé notamment sur l'Arado Ar 96 et, à partir de 1942, sur le Panzerkampfwagen VI Tiger.  Le projet de Jagdpanzer E-25 a été développé à Argus à Karlsruhe sous la direction de Klaue jusqu'en 1945.
En 1949, la firme est transférée à Überlingen. C'est là qu'il fonde le Laboratoire de développement et d'essai Klaue (Klaue Entwicklungs- und Versuchslabor) et, peu de temps après, Klaue-Bremse GmbH Überlingen. L'entreprise est axée sur le développement et la fabrication de bicyclettes avec des techniques de pointe.
En 1952, il développe un concept, depuis longtemps élaboré, de petite voiture de tourisme à traction avant et moteur transversal. Plus tard, cette technologie sera adoptée par Alec Issigonis, qui conçut la Mini pour BMC en 1957.
Dans les années 1950, Klaue déménage au lac Léman en Suisse.
Au début des années 1960, sa rencontre avec Heinrich Nordhoff initia le passage de la Volkswagen Coccinelle vers Volkswagen Golf (1965).